# Libuše Kmeťová
Libuše Kmeťová (* 29. ledna 1944) byla česká a československá politička Komunistické strany Československa a poslankyně Sněmovny lidu Federálního shromáždění za normalizace.

## Biografie
K roku 1971 se profesně uvádí jako dělnice. K roku 1976 jako dojička.
Ve volbách roku 1971 byla zvolena do Sněmovny lidu Federálního shromáždění (volební obvod č. 114 - Krnov, Severomoravský kraj) jako bezpartijní poslankyně. Mandát obhájila ve volbách roku 1976 (obvod Krnov), nyní již jako členka KSČ. Ve FS setrvala do konce funkčního období, tedy do voleb roku 1981.